# Station Augustów
Station Augustów is een spoorwegstation in de Poolse plaats Augustów.